# Liana Orfei
Liana Orfei (* 6. Juni 1937 in San Giovanni in Persiceto) ist eine italienische Schauspielerin und Zirkuskünstlerin.

## Leben
Orfei, die wie ihre Cousine Moira einer Familie von Zirkusartisten, -künstlern und -besitzern entstammt, begann als kleines Kind in der Manege. Später wirkte sie auch als Schauspielerin; zwischen 1959 und 1970 spielte sie in etlichen Genrewerken, vor allem Sandalen- und  Abenteuerfilmen mit. Mit ihrer „bemerkenswerten Schönheit und natürlichen Leichtigkeit und sympathischen Ausstrahlung“ war sie oftmals das Love Interest dieser Filme. Neben der Arbeit für die Leinwand sah man sie ab Mitte der 1960er Jahre auch regelmäßig im Fernsehen und auf der Bühne, wo sie im Ensemble um Eduardo De Filippo und Emma Gramatica spielte. Auch als Sängerin versuchte sie sich und unternahm 1978 eine Tournee.
In den 1980er Jahren konzentrierte sie ihre Arbeit wieder auf ihre berufliche Herkunft, den Zirkus, trennte sich jedoch 1984 vom Unternehmen ihres Bruders Nando und trat als unabhängige Künstlerin u. a. mit dem Nordkoreanischen Staatszirkus auf. Bis zur heutigen Zeit präsentiert sie das von ihr mitbegründete Golden Circus Festival, mit dem sie in 56 Ländern auftrat. 2005 spielte sie im Bühnenmusical Se il tempo fosse un gambero mit Rosanna Ruffini, Max Giusti und Roberto Lanfranchi.

## Auszeichnungen
- 1969: „Volto del juke-box“ des Festivalbar
- 2011: „Grand Prix Corallo“ für das Lebenswerk[4]

## Filmografie
- 1959: Die Gefangene der Sarazenen (I Reali di Francia)
- 1959: Petticoats und Fallschirmjäger (Guardatele ma non toccatele!)
- 1959: Tipa di spiaggia
- 1960: Das Geheimnis der roten Maske (Il terrore della maschera rossa)
- 1960: Küste der Piraten (I pirati della costa)
- 1960: Le signore
- 1960: Signori si nasce
- 1960: Die Mühle der versteinerten Frauen (Il mulino delle donne di pietra)
- 1960: Die Rache des roten Ritters (Il cavaliere dai cento volti)
- 1961: Maciste contro Ercole nella valle dei guai
- 1961: Nofretete – Königin vom Nil (Nefertite, regina del Nilo)
- 1961: Der schwarze Seeteufel (Gordon il pirata nero)
- 1961: Der Untergang von Metropolis (Il gigante di Metropolis)
- 1962: Äneas – Held von Troja (La leggenda di Enea)
- 1962: Einer gegen Sieben (Duello nella sila)
- 1962: Der Held von Attike (Il tiranno di Siracusa)
- 1963: Avventura al motel
- 1963: Herkules, Samson und Odysseus (Ercole sfida Sansone)
- 1963: Le motorizzate
- 1964: La fabbrica dei soldi
- 1964: Seitensprünge (Extraconiugale)
- 1965: Aktion Todesmole 83 (M M M 83 - Missione Morte Molo 83)
- 1965: Casanova ’70
- 1965: Scaramouche (Fernseh-Miniserie)
- 1966: L'arcidiavolo
- 1966: Borman
- 1966: Ray Master l'inafferrabile
- 1966: Unsere Ehemänner (I nostri mariti)
- 1967: Django tötet leise (Bill il taciturno)
- 1968: Il profeta
- 1969: Wo, wann, mit wem? (Come quando perché)
- 1970: Die Clowns (I clowns)
- 1970: Fortunata y Jacinta